# Josep Meliá Pericás
Josep Melià Pericàs (Artá, Baleares, 19 de marzo de 1939 - Alcudia, ibídem, 22 de julio de 2000) fue un abogado, periodista, investigador, político y escritor polifacético español. Fue el padre del también abogado y escritor Josep Melià Ques.

## Biografía

### Formación universitaria y primeros trabajos en los ministerios de Trabajo y Vivienda
Se licenció en Derecho (1962) por la Universidad de Madrid, y Periodismo (1965) por la Escuela de Periodismo de Madrid. En 1963 ingresó por oposición en el cuerpo técnico del Ministerio de Trabajo, donde fue jefe del Servicio de Documentación, asesor del Ministerio, jefe del Servicio de Estudios del Ministerio de la Vivienda y jefe del Gabinete Técnico del ministro. 

### Procurador en Cortes
En 1974 fue elegido procurador en Cortes por las Islas Baleares. Miembro de la comisión redactora de la Ley del suelo (1975), llevó a cabo diversas iniciativas sobre temas muy heterogéneos. Desde la gratuidad en la normalización de los nombres de pila en el Registro Civil, hasta la obtención de un senador por las circunscripciones electorales de Menorca e Ibiza, pasando por la protección del patrimonio histórico, a través de la recuperación de las murallas y del conjunto de Dalt Vila en Ibiza y del alumbrado de la Almudaina de Artá. 

### Secretario de Estado para la información y Delegado del Gobierno en Cataluña
Tras la muerte del general Franco, Meliá Pericás se erigió en uno de los referentes del mallorquinismo político durante la Transición. En 1976 fundó el Partido Nacionalista Mallorquín y en 1977 encabezó la candidatura al Congreso de la Unión Autonomista de Baleares, pero no consiguió escaño. Después, se incorporó a la Unión de Centro Democrático donde, con el gobierno de Adolfo Suárez, llegó a ser Secretario de Estado para la Información (1979-80), y durante un breve periodo (1980-81), delegado del gobierno en Cataluña.

### UCD, CDS, Unión Mallorquina
Con la desintegración de la UCD, pasó a encabezar (1982) el Centro Democrático y Social en Baleares, cargo que abandonó poco después. Tiempo después, en 1990, participó en la fundación de Centristas de Baleares, que posteriormente pasaría a ser Convergencia Balear y que finalmente se integraría a Unión Mallorquina en 1993, siendo nombrado vicepresidente. 

### Bufete de abogados: asociación con Cuatrecasas
Durante la década de los ochenta se centró en el trabajo de abogado y asesor empresarial en Mallorca, Barcelona y Madrid. En el 2000, el bufete Meliá-Capellà, dirigido por Josep Meliá y Miquel Capellà se asociaron al bufete Cuatrecasas.
A lo largo de su vida pública realizó ponencias como la que tuvo lugar en el Primer Congreso de Defensa del Patrimonio Cultural organizado por la Sociedad Arqueológica Luliana en 1990 con el título de Patrimonio Cultural, bienes culturales y técnicas de protección (rasgos generales de su normativa) con Miquel Coca Payeras.

### Programas de Debate en Televisión. Actividad periodística
Biógrafo y amigo de Joan Miró y Eusebio Sempere, y gran conocedor de Antonio Tapias, Josep Meliá atesoró una gran colección de arte contemporáneo.
Fue pionero en los programas de debate y crítica de libros en los comienzos de Televisión Española en los sesenta y setenta. 
Como periodista, alcanzó prestigio como columnista y fue autor de un gran número de artículos básicamente de tema político en numerosos medios nacionales:  ABC, Diario de Mallorca, Diario de Barcelona, Pueblo, Nuevo Diario, El Alcázar, El Correo Catalán, El Observador y, Destino. En los comienzos del diario madrileño El País ejerció de comentarista político. En los últimos años publicó en Diari de Balears -que ayudó a transformar en el primer diario en catalán de Mallorca- y Última Hora, del Grupo Serra de Palma, al que estuvo vinculado como accionista y consejero.
Falleció en su casa de Alcudia, a los 61 años a causa de un cáncer.

## Premios y reconocimientos
- Premio Cruz de Sant Jordi, otorgado por la Generalidad de Cataluña (1983)
- Premio Gabriel Alomar de la Obra Cultural Balear (1997)
- Doctor honoris causa por la Universidad de las Islas Baleares (1998)
- Medalla de Oro de la Comunidad Autónoma de Baleares (1999)
- Medalla de Oro del Consejo de Mallorca, a título póstumo (2008)

## Obras
Su producción literaria se centra en tres vertientes: ensayo histórico, crítica de arte y creación literaria. 

### Ensayo histórico
- Los mallorquines (1967). Su libro más importante, es un ensayo sobre la realidad nacional mallorquina escrito en 1963, pero no publicado hasta 1967 debido a la censura. En 1976 reescribió y amplió este libro y le dio el nombre de La nación de los mallorquines.[4]
- La Renaixença en Mallorca (1968).
- Las defensas del uso del catalán Informe sobre la lengua catalana y Amamos nuestra lengua (1973).
- Primer libro de notas (1967), recopilación de artículos de claro contenido político.
- El largo camino de la apertura (1976)
- Marcelino Camacho (1977)
- ¿Qué es la reforma política? (1976)
- Así cayó Adolfo Suárez (1981)
- Nacionalismo y constitución (2000)[5]

### Crítica artística
Además de numerosos textos de catálogos, escribió:
- Arte y capitalismo (1976), un ensayo.
- Joan Miró. Vida y gesto (1973)
- Isabel Villar (1973)
- Sempere (1976)
- Vicente Vela (1977).

### Creación literaria
- Porque hay que ser cobarde (1967), libro de poemas.
- Las lluvias de sal (1979), novela.
- Aquella chica acostada (1984)
- La trama de los escribanos del agua (1983). Novela sobre el golpe de Estado del 23-F, escrita con los datos que conoció mientras era delegado del Gobierno en Cataluña.
- La torre de Babel y otras provincias (1990), libro de narraciones breves.
- Por un latido del ansia (1991).

Póstumamente se publicaron las Obras completas en tres volúmenes: Pensamiento (2002), Creación literaria (2002) y Escritos sobre arte (2003).